# Carles Torrens
Carles Torrens (1984) és un director de cinema, guionista, editor i productor català, conegut per la seva òpera prima Emergo.
Torrens va néixer a Barcelona el 1984, ciutat on visqué fins als 18 anys, moment en què es va traslladar als Estats Units per a estudiar cinema i graduar-se a la Universitat de Chapman, on va realitzar els curtmetratges Coming to Town el 2006 i Delaney el 2008. Després de graduar-se, va dirigir Ermengo, l'any 2011, essent aquest el seu particular debut.

## Filmografia
A la pel·lícula Animal de companyia, Torrens comptà amb la participació de Dominic Monaghan, Ksenia Solo, Jennette McCurdy i Nathan Parsons, i va debutar al festival de cinema South by Southwest el març de 2016. Animal de companyia fou reconeguda amb el Premi al Millor Guió en el 49è Festival Internacional de Cinema Fantàstic de Catalunya.

### Televisió
- 2008: Plou a Barcelona
- 2011-2013: Días de Cine (2 episodis)
- 2013: Sala 33 (1 episodi)
- 2014: VI Premis Gaudí de l'Acadèmia del Cinema Català

### Cinema

#### Llargmetratges
- 2011: Emergo
- 2016: Animal de companyia[6]

## Reconeixement
El 2012, Film de Culte es va referir a Torrens com "un director prometedor".

### Premis
- 2009, Premi Best Dark Comedy al Hollywood International Student Film Festival per Delaney.[8]
- 2010, Premi Serra Circular al Cryptshow Festival de Badalona per Delaney.[9]
- 2010, Premi al Millor Thriller/Horror al Ruta 66 Film Festival per Delaney.[10]